# Dehesas de Guadix
Dehesas de Guadix (también llamado popularmente Las Dehesas o La Dehesa) es una localidad y municipio español situado en el extremo nororiental de la comarca de Los Montes, en la provincia de Granada, comunidad autónoma de Andalucía. Limita con los municipios granadinos de Cuevas del Campo, Freila (por un enclave del término municipal freilica), Gorafe, Villanueva de las Torres, Pedro Martínez, Alamedilla y Alicún de Ortega, y con los municipios jienenses de Cabra del Santo Cristo (por el exclave cambuco de Canalejas), Quesada, Huesa y Pozo Alcón.
Dehesas de Guadix cuenta con una población de 383 habitantes (INE 2024).

## Historia
La historia del pueblo se remonta a la época de la Guerra de Granada, cuando los Reyes Católicos concedieron potestad a Don Diego Fernández de Iranzo, hermano del Condestable de Castilla Miguel Lucas de Iranzo y yerno de Juan de la Cueva. Fue además Comendador de Villa Mayor, Reformador y repartidor de la ciudad de Guadix, carta de poder fechada el 20 de diciembre de 1491. Por su parte, la donación de este de un terreno al resto de vecinos fue hecha por escritura el 6 de mayo de 1497. Finalmente, el Rey Felipe V confirmó esta donación por Real cédula el 4 de abril de 1751.
En 1840, Don José Requena Muñoz compró la aldea de las Dehesas y la Rambla de los Ciruelos, pertenecientes a dueños accitanos, cuyos poblados pertenecían a la donación de los Reyes Católicos. La adquisición se hizo a través de subasta pública, otorgando la escritura de compra-venta a censo reservativo, beneficiándose de ello Don José Requena y el ayuntamiento de Guadix el 11 de febrero de 1840, todo ante Don Miguel Tarifa, notario.
El pueblo se dividió en dos, una parte formada por la actual Dehesas y Don Diego —hoy Villanueva de las Torres—, en el año 1787, aunque no se tiene noticias de esto en el archivo municipal del pueblo. El primer registro de esta separación data del 10 de abril de 1871, en el que estuvieron a favor los dos pueblos, salvo por una pequeña discrepancia al final sin fundamentos. Por su parte, las Dehesas constató que sus pretensiones estaban fundamentadas en la donación que los Reyes Católicos hicieron a Guadix. La separación se completó en 1889.
Antes de crear un municipio independiente, las Dehesas formó parte de Alicún de Ortega como pedanía. Se desprende de las actas municipales del 25 de abril de 1844. Los datos son contradictorios con lo que se refleja en el archivo municipal cambuco, ya que se pueden leer las actas de un ayuntamiento ya independiente en 1837.
La actual denominación del municipio parece proceder de los siglos XVI y XVII, ya que estos territorios eran una dehesa perteneciente al concejo de Guadix, dedicada a la cría de los caballos. Referente al ayuntamiento, la primera sesión plenaria registrada fue el 1 de enero de 1837, nombrando al municipio como Las Dehesas, junto al que posiblemente fuera el primer alcalde, Pascual Galdava, y el probablemente primer secretario, Domingo Gómez.
El 15 de diciembre de 1888 el municipio se conoce por primera vez como las Dehesas de Guadix, en el documento de una sesión extraordinaria del ayuntamiento en pleno, cuyo nombre se utiliza desde entonces.

## Geografía
Este pueblo se ubica al norte de la Hoya de Guadix, a orillas del río Guadahortuna y sobre el llano que se extiende al pie del cerro de San Bernardino. Se encuentra a 681 m de altitud sobre el nivel del mar, y a 87 kilómetros de la capital provincial.
El término municipal tiene una extensión de 56,95 km², perteneciendo a la subcomarca de los Montes Orientales, aunque es en la ciudad de Guadix donde están ubicados los juzgados de primera instancia, el hospital, y las delegaciones de la Agencia Tributaria, del Instituto Nacional de la Seguridad Social y del INEM a las que depende las Dehesas de Guadix.
Tres ríos son los que pasan por el término cambuco: el río Guadahortuna, que va por la zona norte del municipio dirección oeste-este y sirve de límite con la provincia de Jaén en gran parte de su recorrido, y en cuyo valle se sitúa el casco urbano de la población de las Dehesas de Guadix.
El río Fardes, situado en el límite sureste del municipio, separándolo parcialmente de los términos municipales de Gorafe y de Villanueva de las Torres; sus aguas dan riego a gran extensión de este término municipal, donde se encuentran las mejores plantaciones de frutales junto a las aldeas de Don Cristóbal, Casa Cabrera, San Roque, Tortoso y Valdemanzanos.
Y el río Guadiana Menor, el más caudaloso de los tres; circula en dirección sur-norte por la zona este de término municipal, da riego a Las Salinas, Tamojares y Valdemanzanos.

## Demografía
Dehesas de Guadix cuenta con una población de 383 habitantes (INE 2024).
| Gráfica de evolución demográfica de Dehesas de Guadix entre 1857 y 2021 |
| |
| Población de derecho según los censos de población del INE Población de hecho según los censos de población del INEEn 1857 aparece este municipio porque se segrega del municipio Alicún de Ortega |

## Administración y política
Los resultados en las Dehesas de Guadix de las últimas elecciones municipales, celebradas en mayo de 2023, son:
| Elecciones Municipales - Dehesas de Guadix (2023) | Elecciones Municipales - Dehesas de Guadix (2023) | Elecciones Municipales - Dehesas de Guadix (2023) | Elecciones Municipales - Dehesas de Guadix (2023) | Elecciones Municipales - Dehesas de Guadix (2023) |
| Partido político                                  | Partido político                                  | Votos                                             | Votos                                             | Concejales                                        |
| ------------------------------------------------- | ------------------------------------------------- | ------------------------------------------------- | ------------------------------------------------- | ------------------------------------------------- |
|                                                   | Partido Socialista Obrero Español (PSOE)          | 212                                               | 75,71 %                                           | 6                                                 |
|                                                   | Partido Popular (PP)                              | 61                                                | 21,78 %                                           | 1                                                 |

## Comunicaciones

### Carreteras
Las principales vías del municipio son:
| Identificador | Denominación                       | Itinerario                      |
| ------------- | ---------------------------------- | ------------------------------- |
| GR-5100       | De Montejícar a Dehesas de Guadix  | Montejícar - Dehesas de Guadix  |
| GR-6101       | De Hernán-Valle a Alicún de Ortega | Hernán-Valle - Alicún de Ortega |

Algunas distancias entre las Dehesas de Guadix y otras ciudades:
| Ciudades | Distancia (km) |
| -------- | -------------- |
| Guadix   | 43             |
| Iznalloz | 59             |
| Granada  | 87             |
| Jaén     | 91             |
| Almería  | 149            |
| Murcia   | 242            |

## Servicios

### Educación
El único centro educativo que hay en el municipio es:
| Denominación genérica                    | Nombre del centro | Naturaleza | Dirección        |
| ---------------------------------------- | ----------------- | ---------- | ---------------- |
| Colegio de educación infantil y primaria | CEIP Al-Dehecún   | Público    | Calle Matosa, 18 |

## Cultura

### Patrimonio monumental y natural
- Iglesia parroquial de Nuestra Señora de la Anunciación. Su particularidad recae en que carece de torre. Su planta es basilical y cuenta con una nave con techumbre mudéjar.
- La Terrera del Reloj. Se trata de un yacimiento enclavado en la confluencia de los ríos Guadiana Menor y Fardes. Se conoce que data de la Edad del Bronce, ya que se han hallado restos cerámicos, materiales de piedra y objetos realizados con hueso. También hay vestigios de piezas de metal y cestería. El asentamiento se organiza en terrazas artificiales reforzadas con mampostería, viviendas en línea y sepulturas privadas.

### Fiestas
- Las Matanzas. Se podían celebrar todo el año, aunque la más importante era la celebrada en San Isidro, el 15 de mayo. Antiguamente era organizada por la Hermandad de Labradores y Ganaderos, en la actualidad Cámara Agraria, en la que se sacrificaban varios chotos o corderos después de la procesión de San Isidro, en la que se organizaba una gran recolecta. Actualmente sólo se celebra la tradicional misa y la procesión del santo.
- San Bernardino de Siena. Celebración en honor al patrón del municipio, San Bernardino de Siena. Tras la celebración de la misa y la procesión, el ayuntamiento invita a los vecinos a un tapeo en la plaza de la iglesia.
- San Antón. Tradicional en muchos municipios del sureste del país, los vecinos que tienen animales domésticos y con el fin de que el Santo los proteja, hacen una hoguera. A diferencia de otros municipios vecinos, como Guadix o Benalúa, la celebración se realiza después y durante el mes siguiente.

### Gastronomía
Las comidas más típicas del pueblo son los andrajos, las gachas y los hormigos, las cuales se componen fundamentalmente de pasta de harina y otros ingredientes, como la salsa de tomate, cebolla, pimiento rojo frito con cominos y ajo. Un dicho muy popular que hace referencia a las gachas dice: "si no se pegan a la sartén, no están buenas". Por su parte, el cerdo es esencial en la gastronomía cambuca, siendo muy popular la carne de choto.
Muy típica es la cocina de raíces árabes, así como la preparación de platos elaborados con chotos, cabritos y corderos. El plato que más destaca son los hormigos, un cocido de patatas y habas verdes. También se preparan los caracoles.
Respecto a los postres, sobresalen las rosquillas caseras.